# Iwan Chrenicki
Iwan Chrenicki (Chrynicki) herbu własnego (zm. przed 27 września 1626 roku) – sędzia łucki w latach 1602-1625, podsędek łucki w latach 1578-1602, poborca wołyński w 1583 roku.
Poseł na sejm 1582 roku z województwa wołyńskiego.
Deputat na Trybunał Główny Koronny z województwa wołyńskiego w 1591, 1598, 1601, 1611 roku.